# Monastère de Vazelon
Le  monastère de Vazelon (grec Βαζελών), aussi appelé Saint-Jean, est un monastère chrétien orthodoxe grec situé en Turquie, dans la région pontique et le district de Maçka, province de Trabzon. Fondé en 270, il a été saccagé et pillé en 1922.

## Situation
Les ruines de Vazelon sont situées à une quarantaine de kilomètres au sud de Trébizonde et à une vingtaine de kilomètres de Maçka, sur le versant du mont Zaboulon. Elles sont accessibles à partir de la route de Trébizonde (Trabzon) à Gümüşhane (Route européenne 97) et se trouvent dans la montagne à l'ouest de cette route ; les six derniers kilomètres à partir du village de Kiremitli (tr) sont d'accès difficile.

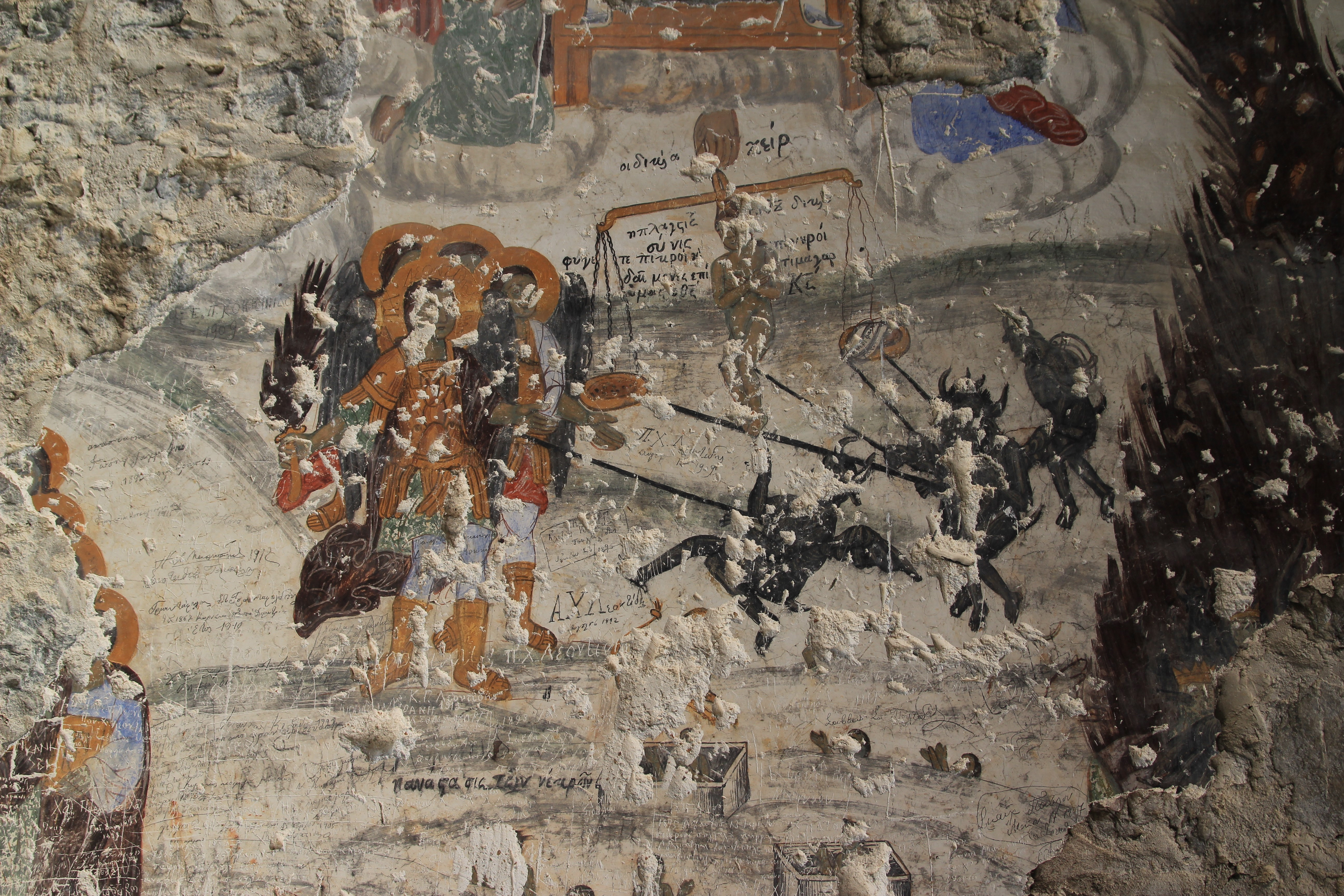
Monastère de Vazelon. Vestiges d'une fresque représentant le Jugement dernier (détail).

## Histoire
Le monastère de Vazelon, fondé en 270, est le plus ancien des trois monastères pontiques de la région de Maçka (grec Ματσούκα, Matsouka). Il avait le statut de stavropégie, c'est-à-dire qu'il dépendait directement du patriarche de Constantinople, et c'était un exarchat, c'est-à-dire qu'il jouissait des pouvoirs d'un évêque sur le petit territoire autour du monastère.
Vazelon, comme les autres monastères pontiques, bénéficia de largesses importantes et de privilèges de la part de la dynastie des Comnènes, empereurs à Constantinople puis à Trébizonde entre le XIe et le XVe siècles, ainsi que de la part des hospodars des principautés danubiennes. Sous la domination ottomane, leurs moines purent conserver l'essentiel de leurs propriétés.
Le monastère fut pillé et les moines tués et chassés lors du génocide grec pontique ; les derniers fidèles disparurent dans l'échange de populations entre la Grèce et la Turquie, institué par le traité de Lausanne de 1923 qui suivit la guerre gréco-turque de 1919-1922.

## Fête annuelle
La fête du sanctuaire de Vazelon avait lieu le 21 juin, à l'occasion de la fête de saint Jean le Baptiste, associée en Orient comme en Occident au solstice d'été. C'était à la fois une solennité religieuse et une manifestation culturelle et sociale, accompagnée de chants et de danses, qui réunissait autour du monastère les villageois qui en dépendaient.

## Actes de Vazelon
Les Actes du monastère de Vazelon sont une source importante pour la connaissance de l'histoire pontique et notamment de l'empire de Trébizonde au XIIIe siècle. Ils sont conservés sous la forme d'un cartulaire (collection de copies de chartes originales, mentionnant en particulier les droits du monastère), dont il existe deux manuscrits qui se trouvent l'un à la Bibliothèque de Saint-Pétersbourg (190 documents couvrant la période 1245-1704), l'autre à Ankara, à la Bibliothèque Türk Tarih Kurumu (118 documents allant de 1257 à 1818).

## Tradition de Saint-Jean Vazelon ranimée en Macédoine
Les communautés grecques d'origine pontique réfugiées en Grèce à la suite de la Grande catastrophe se sont fortement implantées en Macédoine. Elles y ont établi, notamment sur le mont Vermion, des monastères reprenant le nom et la tradition des monastères de leur région d'origine. Ce fut le cas de Saint-Jean Vazelon fondé vers 1970 au sud du mont Vermion. L'icône de saint Jean Prodromos, sauvée par l'higoumène de Vazelon, Dionissios Amarantidis, et conservée entretemps dans d'autres monastères, y fut installée.